# Opération Fortune : Ruse de guerre
Pour plus de détails, voir Fiche technique et Distribution.
Opération Fortune : Ruse de guerre est un film d'espionnage multinational réalisé par Guy Ritchie et sorti en 2023.
Il met en scène Jason Statham dans le rôle d'Orson Fortune, un espion britannique du MI6 contraint de faire équipe avec des membres d'autres agences étrangères et même avec une vedette hollywoodienne. Ils vont devoir mettre fin à un dangereux trafic d'armes organisé par un milliardaire.
Le film sort au cinéma dans certains pays (seulement une sortie limitée dans les salles américaines), avant une diffusion mondiale sur Prime Video. Le film reçoit des critiques plutôt négatives.

## Synopsis
À Odessa, un gang de gangsters ukrainiens parvient à voler  un appareil connu sous le nom « La clef » (The Handle). Sa valeur est estimée à près de 10 milliards de dollars. Le gouvernement britannique engage alors Nathan Jasmine (Cary Elwes) pour récupérer l'artefact avant que le marchand d'armes milliardaire Greg Simmonds (Hugh Grant) ne puisse la vendre au plus offrant. Nathan engage le super-espion Orson Fortune (Jason Statham) pour diriger une équipe composée notamment de l'Américaine Sarah Fidel (Aubrey Plaza) et le jeune J. J. Davies. L'équipe se rend à Madrid, à la recherche du coursier destiné à transporter le disque dur contenant les données du Handle.
Leur recherche est interrompue par Mike, un rival de Nathan, qui semble également avoir été embauché pour récupérer l'objet. Sarah parvient à copier le contenu du disque dur en premier. Apprenant que Simmonds prévoit d'organiser un gala de charité à Cannes, l'équipe décide de l'infiltrer en faisant chanter la star de cinéma préférée de Simmonds, Danny Francesco, pour les aider à distraire Simmonds. Ce dernier encourage Danny à passer du temps dans sa villa turque à Antalya. Orson s'infiltre dans la maison de la mafia ukrainienne pour pirater leurs ordinateurs, déguisant le tout en vol. Le gouvernement britannique avertit Nathan que l'artefact est une intelligence artificielle avancée, qui peut être programmée pour vaincre n'importe quel système de sécurité dans le monde.
Apprenant que l'échange contre le Handle aura lieu à Antalya, l'équipe se rend en Turquie. Alors que Simmonds montre à Danny ses souvenirs, Orson et JJ traquent l'une des taupes de Simmonds au sein du gouvernement turc. Malgré les problèmes que l'équipe lui a causés, Simmonds est prêt à aider, leur disant que les acheteurs étaient deux magnats de la biotechnologie qui ont accumulé de l'or et ont l'intention d'utiliser l'artefact pour provoquer un effondrement financier mondial. Face à eux, Orson parvient à récupérer le Handle. À Doha, l'équipe se voit proposer un autre travail, mais ils décident de partir en vacances. Orson leur dit qu'il a utilisé le produit du vol à la villa des Ukrainiens pour financer le nouveau film de Danny.

## Fiche technique
Sauf indication contraire, les informations mentionnées dans cette section peuvent être confirmées par la base de données cinématographiques IMDb,  présente dans la section « Liens externes ».
- Titre original : Operation Fortune: Ruse de guerre
- Titre de travail : Five Eyes
- Titre français : Opération Fortune : Ruse de guerre[2],[3]
- Réalisation : Guy Ritchie
- Scénario : Guy Ritchie, Ivan Atkinson et Marn Davies
- Musique : Chris Benstead
- Décors : Martyn John
- Costumes : Tina Kalivas
- Photographie : Alan Stewart
- Montage : James Herbert
- Producteurs : Ivan Atkinson, Bill Block et Jason Statham
  - Coproducteur : Max Keene
  - Producteur délégué : Guy Ritchie
- Sociétés de production : AZ Celtic Films, STXfilms, Tencent Pictures et Miramax[4]
- Sociétés de distribution : Lionsgate (États-Unis), Elevation Pictures (Canada), Prime Video (France, Royaume-Uni)
- Budget : 50 millions de dollars[5]
- Pays de production :  États-Unis,  Chine,  Royaume-Uni,  Turquie
- Langues originales : anglais, chinois
- Format : couleur — 2.39:1
- Genre : espionnage, action, thriller
- Durée : 114 minutes
- Dates de sortie[6] :
  - Canada : 4 janvier 2023 (vidéo à la demande)
  - États-Unis : 3 mars 2023
  - France, Royaume-Uni : 7 avril 2023 (sur Prime Video)
- Classification[7] :
  - États-Unis : R

## Distribution
- Jason Statham (VQ : Sylvain Hétu) : Orson Fortune
- Aubrey Plaza (VQ : Laurence Dauphinais) : Sarah Fidel
- Josh Hartnett (VQ : Martin Watier) : Danny Francesco
- Cary Elwes (VQ : Antoine Durand) : Nathan Jasmine
- Bugzy Malone (VQ : Iannicko N'Doua-Légaré) : J. J. Davies
- Hugh Grant (VQ : Daniel Picard) : Greg Simmonds
- Max Beesley : Ben Harris
- Sam Douglas : Saul Goldstein
- Conor MacNeill : Bodhi
- Eddie Marsan (VQ : François Sasseville) : Knighton
- Peter Ferdinando (VQ : Patrick Chouinard) : Mike

## Production
En septembre 2020, il est annoncé que Guy Ritchie allait réaliser le film, avec Jason Statham dans le rôle principal, produit par Miramax, et STXfilms a acquis les droits de distribution mondiaux du film. Il s'agit de la cinquième collaboration entre Guy Ritchie et l'acteur, après Arnaques, Crimes et Botanique (1998), Snatch : Tu braques ou tu raques (2000), Revolver (2005) et Un homme en colère (2021),. En décembre 2020, Aubrey Plaza rejoint également le projet. La distribution s'étoffe ensuite avec les arrivées de Cary Elwes, Bugzy Malone et Josh Hartnett en janvier 2021,,. Hugh Grant est confirmé le mois suivant. Il retrouve Guy Ritchie après Agents très spéciaux : Code UNCLE (2015) et The Gentlemen (2019).
Le tournage débute le 14 janvier 2021. Il a notamment lieu à Antalya, en Turquie, Farnborough et au Qatar,. Le titre est alors Five Eyes, du nom d'une alliance internationale de services de renseignement. Le 28 septembre 2021, le titre a été renommé en Opération Fortune. Une séquence est tournée à la Grande Loge unie d'Angleterre à Londres.
Le titre original, Operation Fortune: Ruse de guerre, est révélé fin septembre 2021.

## Accueil

### Dates de sortie
Opération Fortune : Ruse de guerre devait initialement être distribué aux États-Unis par STX Entertainment,. La sortie américaine était alors fixée au 21 janvier 2022 avant d'être repoussée au 18 mars 2022,. Cependant, en février 2022, le film est retiré du planning des sorties sans explication. Certains articles justifient ce report par la présence dans le film de criminels ukrainiens. Les producteurs ont voulu éviter le mauvais goût, en raison de la guerre en Ukraine, de diffuser un film mettant en vedette des « méchants ukrainiens ».
En novembre 2022, en pleine restructuration de STX, il est rapporté que le film sera diffusé aux États-Unis en vidéo à la demande sur une plateforme mais qu'il sortira via un distributeur international au cinéma en janvier dans le reste du monde. En France, il est diffusé sur Prime Video.

### Critique
Sur l’agrégateur de critiques Rotten Tomatoes, le film obtient 65% d'avis favorables pour 23 critiques et une note moyenne de 5,9⁄10.
John Li de Geek Culture le note 7,4⁄10 et plébiscite notamment l'intrigue, la réalisation du film et surtout du personnage principal : « Fortune n'est probablement pas le personnage le plus réaliste que nous ayons vu sur grand écran. (nous ne regardons pas de films d'espionnage pour croire que leurs super capacités existent dans la vraie vie de toute façon), mais vous pouvez parier qu'il déborde de charisme. »
Pat Brown du site Slant Magazine écrit quant à lui une critique moins élogieuse notée 1⁄4 : « Prometteur mais incapable de livrer les personnages colorés et l'intrigue sinueuse et effrénée, Operation Fortune  peut elle-même être une ruse, mais elle n'est pas convaincante. »

### Box-office
Malgré une sortie limitée dans les salles de cinéma, le film récolte 37 846 956 $ dans le monde, dont 6 496 125 $ sur le sol américain. En France, le film ne sort pas en salles.